# Adolf Adam von Bruce
Adolf Adam Herzog, ab 1872 von Bruce (* 21. März 1835; † 1901 in Warmbrunn) war ein höherer preußischer Beamter und Wohltäter.

## Leben
Er war der Sohn des königlich preußischen Regierungs- und Medizinalrats August Herzog (1800–1886) und dessen Ehefrau Mathilde Bruce aus einem ursprünglich schottischen, im Jahr 1668 in Schweden naturalisierten Adelsgeschlecht.
Der studierte Jurist Adolf Herzog wurde – wohl stellvertretend und in Anerkennung der Verdienste seines Vaters – als königlich preußischer Regierungsassessor in der internationalen Grenzregulierungskommission zu Metz am 3. Juni 1872 in Berlin in den preußischen Adelsstand mit Namen „von Bruce“ erhoben und durfte das Wappen seines schwedischen Großvaters Adam Bruce tragen.
Auf seinen späteren Reisen durch Bayern, Tirol und die Schweiz erkannte Adolf von Bruce den Wert einer qualifizierten Ausbildung heimarbeitender Holzschnitzer. Deshalb wollte er im Riesengebirge eine Holzschnitzschule nach Vorbild der Schnitzerschule in Berchtesgaden gründen und legte testamentarisch fest, dass nach seinem Tod sein Vermögen in die von ihm gegründete „Von-Bruce-Stiftung“ eingebracht werden wollte. Stiftungszweck war neben der „dauerhaften Pflege“ seines Grabes und des Grabes seiner Eltern die Errichtung und der Betrieb der Holzschnitzschule zu Bad Warmbrunn.

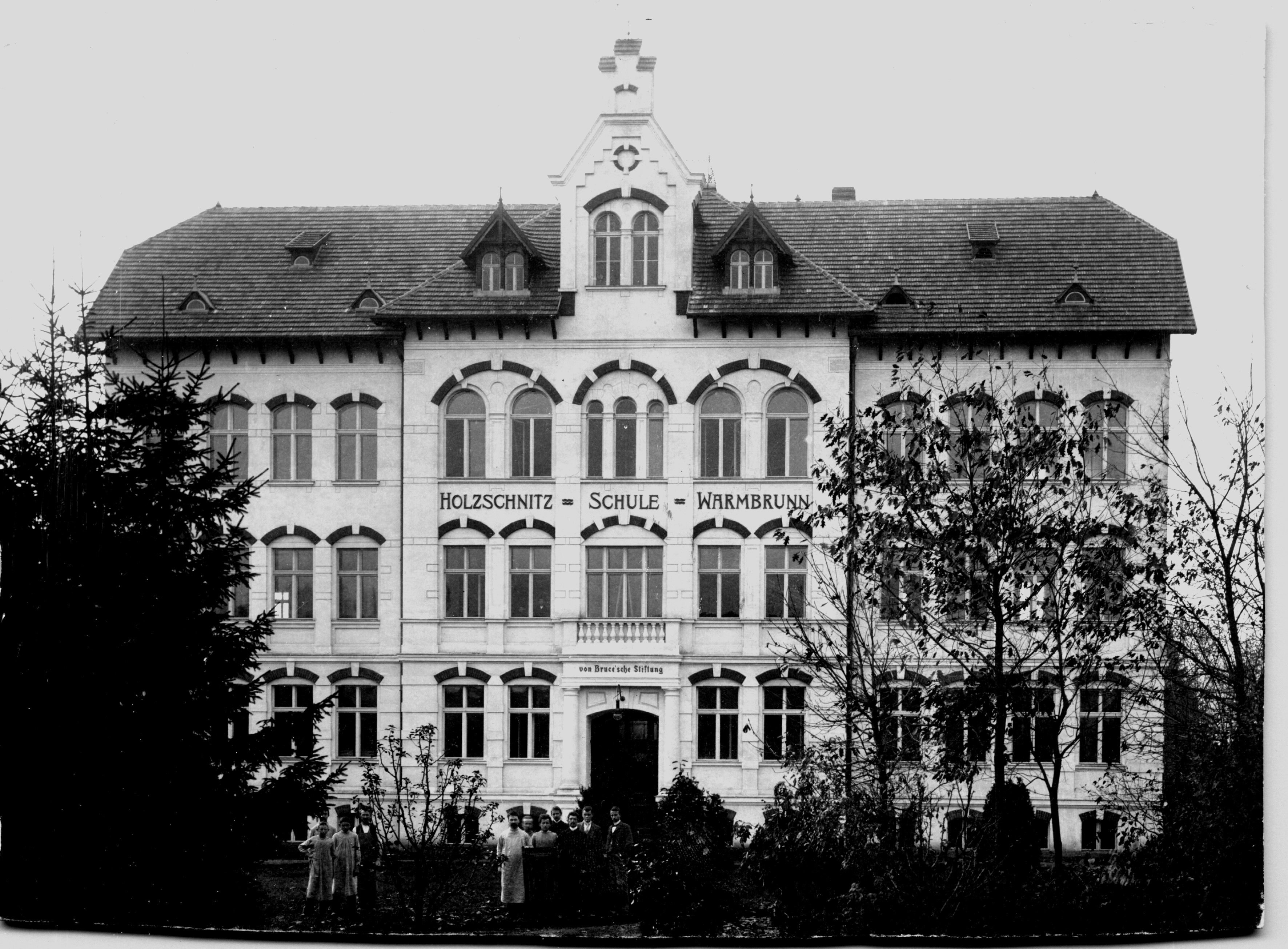
Die Holzschnitzschule
in Bad Warmbrunn

Der Gemeindevorsteher von Bad Warmbrunn, Heinrich Rösel, realisierte nach Bruces Tod diesen Wunsch. Da sich bald herausstellte, dass das Stiftungskapital für den dauerhaften Betrieb der Schule nicht ausreichen würde, kümmerte sich Rösel zusammen mit dem Landtagsabgeordneten Hugo Seydel erfolgreich um weitere private und öffentliche Zuwendungen.
Am 7. November 1902 nahm die Holzschnitzschule Bad Warmbrunn unter Leitung ihres Gründungsdirektors Christian Hermann Walde den Lehrbetrieb auf.
Bis zur Vertreibung der deutschen Bevölkerung aus Bad Warmbrunn zum Ende des Zweiten Weltkriegs im März/April 1945 arbeitete die Schule sehr erfolgreich. Die Schule wurde am 1. März 1946 aufgelöst. Die Tradition der Warmbrunner Holzschnitzschule als berufsbildende Schule wurde nach dem Krieg in Freiburg im Breisgau weitergeführt. Die künstlerische Ausbildung setzte ihr letzter Direktor Ernst Rülke gemeinsam mit seiner Schülerin Elsbeth Siebenbürger an der „Meisterschule für Holzbildhauer“ in Stuttgart fort.